# Hart Voor Mekaar
Hart Voor Mekaar was een Vlaams televisieprogramma dat uitgezonden werd op VTM. In het programma werden onbekende Vlaamse mensen in de bloemetjes gezet. De presentatoren waren in het eerste seizoen Rani De Coninck en Walter Grootaers. Vanaf het tweede seizoen werd Grootaers vervangen door Birgit Van Mol.

## Inhoud
In iedere aflevering werden twee personen in de bloemetjes gezet. Het kon gaan om mensen die iets bijzonders gepresteerd hadden, een moeilijke tijd achter de rug hadden of zich belangeloos inzetten voor anderen. De personen in kwestie beleefden een bijzondere dag en er werd geprobeerd een van hun dromen te verwezenlijken. Het programma is van oorsprong Hart in aktie van de Nederlandse zender SBS6.
Dankzij het programma kreeg de terminaal zieke Andy Sierens bijvoorbeeld de kans om een single op te nemen met Geike Arnaert.
In de laatste aflevering gingen Rani en Birgit opnieuw op bezoek bij enkele vroegere deelnemers.
| Seizoen | Startdatum       | Einddatum        | Afleveringen |
| ------- | ---------------- | ---------------- | ------------ |
| 1       | 14 januari 2009  | 25 februari 2009 | 7            |
| 2       | 3 december 2009  | 28 januari 2010  | 9            |
| 3       | 15 december 2010 | 26 januari 2011  | 7            |
| 4       | 9 juni 2011      | 22 juni 2011     | 3            |